# Vándory Gusztáv
Vándory Gusztáv (Budapest, 1882. december 6. – Budapest, 1964. november 16.) színész.

## Életútja
1904 virágvasárnapján fejezte be az Országos Színművészeti Akadémiát, ahol tanárai voltak: Újházi Ede, Gál Gyula, Csillag Teréz és Császár Imre. 1904 húsvétján Nagybecskereken lépett fel először, Ocskay Sándor szerepében. Igazgatói voltak: Balla Kálmán, dr. Farkas Ferenc, Feld Zsigmond, Beöthy László, Vajda László, dr. Faludi Jenő és Neumann Dezső. 1905. január 15-én vendégszerepelt a Nemzeti Színházban, a Dolovai nábob leánya Bilitzky szerepében és az Egyenlőségben mint Ernent. 1904-06-ban Miskolcon, 1906–07-ben Szabadkán lépett színpadra. 1907-től a Magyar Színháznál szerepelt 1940-ig. 1943 és 1957 között a Fővárosi Operettszínház, 1955-57-ben a Blaha Lujza Színház művésze volt. 1922 és 1925 között a Belvárosi Színházban, 1932-ben a Vígszínházban és a Király Színházban, 1942-ben és 1948-ban a Madách Színházban, 1948-ban pedig a Művész Színházban szerepelt. Tanított az Országos Színészegyesület filmiskolájában is.

## Családja
Szülei Vándory Gusztáv parlamenti gyorsíró revizor és Sindolni Hermina. Öccse Vándory Béla Géza színész. Felesége Tubay Margit színésznő, aki 1886-ban született Dunaharasztin. 1905. augusztus 8-án Budapesten, a Ferencvárosban kötöttek házasságot. Leányuk Vándory Margit színésznő.

## Fontosabb színházi szerepei
- Szatyin (Gorkij: Éjjeli menedékhely)
- Charley (Thomas: Charley nénje)
- Numphidius Sabinus (Felkai Ferenc: Néró)
- Bertrand (Szépség)
- Miklics János (Quartett)
- Dávid Viktor (Mihályiné két lánya)
- Ularszky (Hotel Imperial)
- Baradlay Ödön (A kőszívű ember fiai)
- De Siriex (Fedora)
- Harry Douglas (Az élet királya)

## Filmszerepei
| - Sárga liliom (1914) - a főhadnagy - Őrház a Kárpátokban (1914) - orosz tiszt - Katonabecsület (1915) - Tutyu és Totyó (1915) - Konrád főhadnagy - Elnémult harangok (1916) - Simándy - A doktor úr (1916) - Bertalan ügyvédbojtár - Az újszülött apa (1916) - A világ csak hangulat (1916) - Rolf barátja - A magyar föld ereje (1916) - A fekete szivárvány (1916) - a festő - Az obsitos (1917) - Józsi - Vengerkák (1917) - Kemenes - Vámpírhalál (1917) - Lili (1917) - A toprini nász (1917) - Tűzpróba (1917) - Martóthy huszárhadnagy - Jobbra én, balra te (1917) - Szépségverseny Siófokon (1917, rövid) - Érdekházasság (1918) - Luxemburg grófja (1918) - Leányvásár (1918) - id. Rottenberg - Jehova (1918) - a léha színész - Az aranyember I.-II. (1918) - Kadisa - A szerető (1918) - A sors ökle (1918) - detektívfőnök - A Nap lovagja (1918) - Zsigmond gróf - A cigányleány (1918) - Gróf Mervill - A bosszú (1918) - Henrik gróf - Az iglói diákok (1918) - Petki Pál - A Szeszély (1918) - Lord Gaston - Az összeesküvők (1918) - Paul Frankenberg - Yamata (1919) - Chevillon báró - Marion Delorme (1919) - A mostoha (1919) - Se ki, se be (1919) - Brown - A szív tévedései (1919) - Holwarth - A becstelen (1919) - A könnyek asszonya (1919) - Bonyhády - Vörösbegy (1921) - Nick Winter négy új kalandja (1920) - Artin - Lengyelvér I.-II. (1920) - Fladern főhadnagy - Gyermekszív (1920) - Duncombe képviselő - A szürkeruhás hölgy (1920) - A színésznő (1920) - A kétarcú asszony (1920) - Percy - Diána (1920) - A fogadalom (1920) - Veszélyben a pokol (1921) - Józanész - Sugárka (1921) - Balló Gusztáv zenetanár - Tavaszi szerelem (1921) - Dr. Kurt Gilf - Hétszáz éves szerelem (1921) - A New York-i express kábel (1921) - Elnémult harangok (1922) - A cornevillei harangok (1922) - Henry márki - Petőfi (1922) - Kossuth Lajos - A szív rejtelmei (1922) - Isten - Fehér galambok fekete városban (1923) - Dr. Bartha László tanár - A Lélek órása (1923) - nagybácsi - A kis rongyos (1923) - A három árva (1923) - Tormay Ákos zeneszerző - A milliárdos pásztorleány (1923) - Egy fiúnak a fele (1924) - Pál utcai fiúk (1924) - Geréb apja - Az elhagyottak (1925) - A cigány (1925) - Várszeghy földbirtokos - Rongyosok (1925) - Átok vára (1927) - A hetedik fátyol (1927) - Zsuzsanna és a vének (1928) - Mária nővér (1929) - A falu orvosa (1929, oktatófilm) - Segíts magadon! (1929, oktatófilm) - Csak egy kislány van a világon (1930) - Vas Miklós - A kék bálvány (1931) - szállodaportás - Hyppolit, a lakáj (1931, magyar-német) - vendég Schneiderék estélyén - Csókolj meg, édes! - Galambdúc (1932) - fűszerbolti segéd - Tavaszi zápor (1932) - tisztelendő - Repülő arany (1932) - bécsi szállodainas - A vén gazember (1932, magyar-német) - Thury - Iza néni (1933) - Rákóczi induló (1933, magyar-német-osztrák) - orvos - Márciusi mese (1934) - Kéri, igazgató - Meseautó (1934) - pincér a kiskocsmában - Az iglói diákok (1934) - fizikatanár - Ez a villa eladó (1935) - Dr. Fényes, ügyvéd - A csúnya lány (1935) - pincér a Café Sárgarigóban - Budai cukrászda (1935) - ajtónálló inas az estélyen - Édes mostoha (1935) - Dr. Gárdonyi, családorvos - Címzett ismeretlen (1935) - portás - Az új földesúr (1935) - Corinna egyik gavallérja | - Légy jó mindhalálig (1936) - orvos - Én voltam (1936) - börtönigazgató - Az aranyember (1936) - ügyvéd - Pogányok (1936) - Valter, kanonok - Sportszerelem (1936-37) - orvos - Pesti mese (1937) - banktisztviselő - Segítség, örököltem! (1937) - Aczél, antikvárius - Édes a bosszú (1937) - szállodai pincér - Hotel Kikelet (1937) - válóperes ügyvéd - Mámi (1937) - orvos - Mai lányok (1937) - anyakönyvvezető - Háromszázezer pengő az utcán (1937) - üzletember - A Noszty fiú esete Tóth Marival (1937) - vendég az estélyen - Tokaji rapszódia (1937) - Elcserélt ember (1938) - Balogh, tiszt - Megvédtem egy asszonyt (1938) - Papucshős (1938) - Ödön, vendég az estélyen - Tizenhárom kislány mosolyog az égre (1938) - Varjasék komornyikja - Azurexpress (1938) - tanár - A hölgy egy kissé bogaras (1938) - Gyomossy, államtitkár - Rozmaring (1938) - Kelecsényi gróf inasa - A pusztai királykisasszony (1938) - orvos - Tiszavirág (1938, magyar-német) - 5 óra 40 (1939) - Muchard, ékszerész - Áll a bál (1939) - tanácsos úr az államtitkárságon - Párbaj semmiért (1939) - Semmelweis (1939) - párbajsegéd - Garszonlakás kiadó (1939) - klubtag - Fűszer és csemege (1939) - orvos - Göre Gábor visszatér (1940) - könyvesbolti eladó - Jöjjön elsején (1940) - Sarajevo (1940) - katonaorvos - Erzsébet királyné (1940) - magyar úr - Dankó Pista (1940) - orvos - Mindenki mást szeret (1940) - pap - Vissza az úton (1940) - Battlay Lóránt, festőművész - Cserebere (1940) - pincér - Elnémult harangok (1940) - református püspök - Lángok (1940) - üzletember a bankban - Balkezes angyal (1940-41) - Dr. Karvaly, ügyvéd - Egy csók és más semmi (1941) - bíró - A kegyelmes úr rokona (1941) - orvos - Havasi napsütés (1941) - Szász doktor, vendég - Egy tál lencse (1941) - orvos - Néma kolostor (1941) - orvos - Édes ellenfél (1941) - pincér az Anna - bálon - Szüts Mara házassága (1941) - vendég a bálon - Bűnös vagyok! (1941) - védőügyvéd - Ne kérdezd, ki voltam (1941) - férj a szállodában - Csákó és kalap (1941) - Bob herceg (1941) - udvari hivatalnok - Életre ítéltek! (1941) - pincér a mulatóban - Miért? (1941) - János, hivatalszolga - Dr. Kovács István (1941) - Pintér, hivatalszolga - Régi keringő (1941) - pincér az Aranykacsában - Haláltánc (1941) - Az utolsó dal (1941) - rendőrfőnök - Kádár kontra Kerekes (1941) - rendőrtanácsos - Akit elkap az ár (1941) - bankigazgató - Éjfélre kiderül (1942) - Szemző, ékszerész - Tavaszi szonáta (1942) - Dr. Barthalus - Szíriusz (1942) - udvarmester - 5-ös számú őrház (1942) - Szemes János, állomásfőnök - Férfihűség (1942) - orvos - Külvárosi őrszoba (1942) - tanár a rendőrakadémián - A harmincadik… (1942) - pénztáros a bányában - Keresztúton (1942) - Attovay Tamás alkalmazottja - Katyi (1942) - rendőrtanácsos - A láp virága (1942) - bíró - Egy szoknya, egy nadrág (1943) - szállodaportás - Jómadár (1943) - vendég az Aranykakasban - Legény a gáton (1943) - A 28-as (1943) - Leó bácsi unokafivére - Anyámasszony katonája (1943) - Futótűz (1943) - Hainich, karmester - Zenélő malom (1943) - Gárday, vendég Rétfalvyéknál - Szováthy Éva (1943) - ügyvéd - Boldog idők (1943) - orvos - Ördöglovas (1943) - Ferenczy, szobrász - Nászinduló (1943) - Klaus, háziúr - Zörgetnek az ablakon (1943) - A látszat csal (1943) - Idegen utakon (1944) - Gazdátlan asszony (1944) - pincér - Aranyóra (1946) - Könnyű múzsa (1947) - Beszterce ostroma (1948) - Egy asszony elindul (1949) - vásárló úr - Forró mezők (1949) - Mágnás Miska (1949) - vendég a fogadáson - Erkel (1952) - arisztokrata úr |